# Скит-Орашени (Ботошани)
Скит-Орашени (рум. Schit-Orășeni) насеље је у Румунији у округу Ботошани у општини Кристешти. Oпштина се налази на надморској висини од 170 m.

## Становништво
Према подацима из 2002. године у насељу је живело 559 становника, од којих су сви румунске националности.